# Torrent del Barril
El Torrent del Barril és un torrent del terme municipal d'Isona i Conca Dellà, pertanyent íntegrament a l'antic terme d'Isona.
Es forma a 1.033 m. alt., a l'oest-nord-oest del Cogulló de Sant Quiri (que en té 1.355), per l'adjunció de dos torrents: el de la Borda i la Llaueta de la Font de Sant Quiri de Dalt, que davallen, tots dos, de la mateixa carena de Sant Quiri, al nord d'aquest cim.
Un cop s'anomena ja Torrent del Barril, comença la marxa cap a ponent, sinuosa, i amb trams que es decanten ara cap al nord-oest, ara cap al sud-oest, fins que en arribar davant mateix del Castell de Llordà torça ja definitivament cap al sud-oest. Just en aquest lloc pel seu nom i, sense que rebi cap afluent important i s'incorpori a un altre curs d'aigua, passa a ser anomenat Barranc de l'Obac de l'Església.
Al cap de poc rep per l'esquerra les aigües del Barranc de Ferruat, i una mica més endavant, per la dreta el barranc de les Valls, el qual té a la capçalera el Barranc de la Bassa.
Se li uneix de seguida el Barranc de la Font del Poble, de llarg recorregut, que ve dels vessants sud-oest del Cogulló de Sant Quiri, i en aquest moment formen el Barranc de Francolí. Aquesta unió es produeix a ponent del poble vell de Biscarri, a quasi un quilòmetre de distància, seguint cap avall la carena on es troba el poble que acabem d'esmentar.
Aquest torrent discorre entre vessants de la Serra de la Conca, emmarcat al nord pel Serrat de la Rebollera i al sud pel Serrat de Santa Eulàlia. La seva extensió és d'uns 3,5 km.

## Etimologia
El torrent pren aquest nom sens dubte del fet que en algun lloc del seu curs hi hagué en alguna època un recipient -barril- per tal de recollir-ne l'aigua, que devia ser aprofitada per algun dels habitatges -desapareguts actualment- que hi havia a prop seu.